# Храм Светог Саве у Фочи
Храм Светог Саве у Фочи је храм Српске православне цркве који припада Митрополији дабробосанској. Представља највећи православни храм у БиХ. Налази се у Фочи, Република Српска, Босна и Херцеговина. Темељи храма су постављени 1994. године, а званично је основан 26. марта 2014. године.
На празник Покрова Пресвете Богородице 2006. године у Фочи је почела градња Храма Светог Саве, прилозима вјерника и средствима општине и Републике Српске, када су освештани темељи највећег храма у БиХ, чија површина надмашује 1.500 квадратних метара.
Шест година касније покривен је кров, а од Васкрса 2013. године редовна су богослужења.
Године 2019. године почело је унутрашње уређење Светосавског храма, а у мају је постављен нов иконостас.